# Jívka
Jívka (deutsch Jibka) ist eine Gemeinde in Tschechien. Sie liegt 13 Kilometer nördlich von Náchod und gehört zum Okres Trutnov.

## Geographie

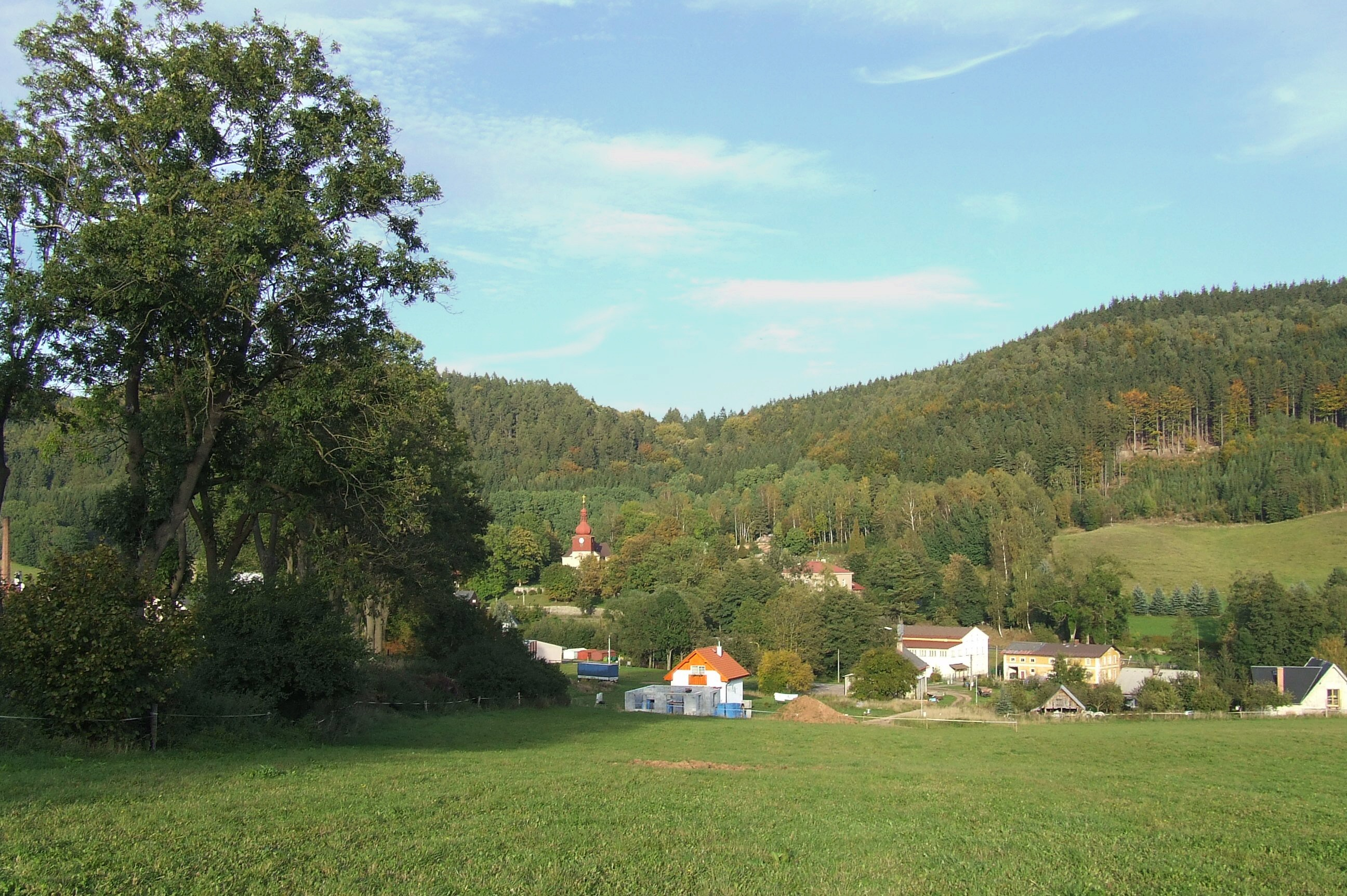
Jívka

Jívka befindet sich linksseitig des Baches Jívka am Fuße des Habichtsgebirges (Jestřebí hory). Nördlich erhebt sich der Záhoř (607 m), im Nordosten der Ostrý (587 m), im Süden der Švédský vrch (660 m), im Westen der Kolčarka (691 m) und im Nordwesten der Hradiště (683 m). Südlich liegt die stillgelegte Steinkohlenzeche Nejedlý. Über das Habichtsgebirge ziehen sich Bunkerlinien des Tschechoslowakischen Walls.
Nachbarorte sind Dolní Vernéřovice im Norden, Vápenka im Nordosten, Stárkov im Osten, Bystré im Südosten, Chlívce im Süden, Skalka und Rtyně im Südwesten, Odolov, Strážkovice und Petrovice im Westen sowie Radvanice im Nordwesten.

## Geschichte
Die erste urkundliche Erwähnung erfolgte 1356 und betrifft den Ort Horní Vernéřovice, der damals als Wernherivilla bezeichnet wurde. Besitzer des Ortes waren Rubín und Bohuš von Stárkov und anschließend dessen Sohn Rubín von Žampach. Zum Ende des 14. Jahrhunderts wurde der Herrschaftssitz auf die Burg Katzenstein verlagert. Nach der Zerstörung des Raubrittersitzes Katzenstein durch den schlesischen Städtebund im Jahre 1447 entstand die Burg neu. 1466 gehörte die Herrschaft Katzenstein dem Glatzer Landeshauptmann Hans von Warnsdorff, der sie 1488 an Hynko Špetle von Johnsdorf verkaufte. Ihm folgte Bartholomäus von Münsterberg, ein Enkel des böhmischen Königs Georg von Podiebrad. Nach Bartholomäus’ Tode 1515 gelangte die Herrschaft 1528 an Hynko Spetle zurück. Dieser verkaufte den Besitz an Zdenko Lev von Rosental und Jan Kruschina von Lichtenburg. Nachfolgend wurde die Herrschaft Katzenstein an die Riesenburg angeschlossen.
Der namensgebende Ort Jívka ist seit 1542 nachweislich. Nach dem Dreißigjährigen Krieg setzte die deutsche Besiedlung ein. 1832 entstand eine Schule. Die Einwohnerzahl lag im Jahre 1885 bei 331 und 1910 bei 260, von denen fast alle deutschsprachig waren. Jibka war ab der Mitte des 19. Jahrhunderts Teil des Gerichtsbezirks Politz  bzw. Teil des späteren Bezirks Braunau, wurde jedoch später Teil des Gerichtsbezirks Wekelsdorf.
Das Zentrum der Gemeinde ist der Ortsteil Horní Vernéřovice.

## Gemeindegliederung
Für die Gemeinde Jívka sind keine Ortsteile ausgewiesen. Grundsiedlungseinheiten sind
- Dolní Vernéřovice (Unter Wernersdorf)
- Hodkovice (Hottendorf) mit der Wüstung Kalousy (Kahlhaus)
- Horní Vernéřovice (Ober Wernersdorf)
- Janovice (Johnsdorf) mit Nové Dvorky (Neuhöfel) und der Wüstung Záboř (Johnsdorfer Saborsch)
- Jívka (Jibka) mit Stará Jívka (Alt Jibka)
- Nové Domy (Neuhaus)
- Studnice (Dreiborn)

Das Gemeindegebiet gliedert sich in die Katastralbezirke Dolní Vernéřovice, Hodkovice u Trutnova, Horní Vernéřovice, Janovice u Trutnova, Jívka und Studnice u Jívky.

## Sehenswürdigkeiten

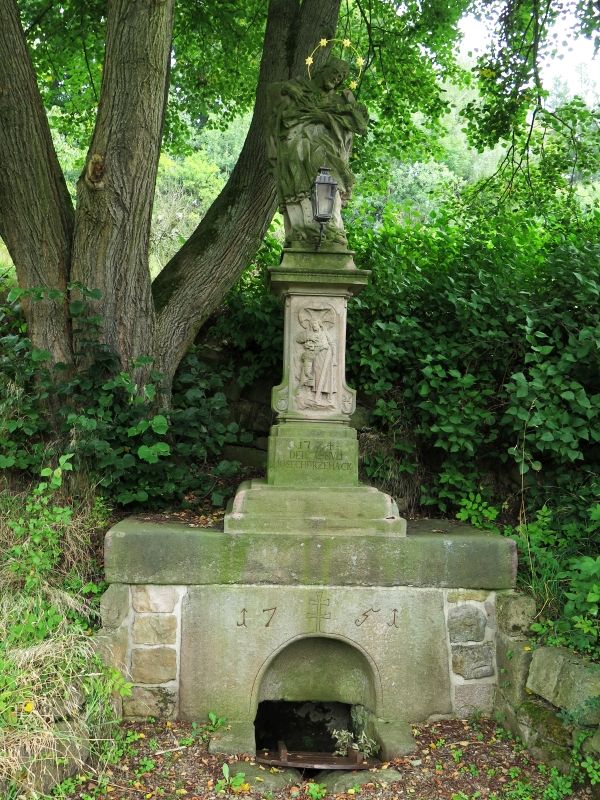
Statue des hl. Johannes von Nepomuk an der Johannesquelle

- Kirche St. Maria Magdalena in Horní Vernéřovice; der aus dem 14. Jahrhundert stammende Bau war früher dem Erzengel Michael geweiht. Zwischen 1710 und 1719 erhielt er nach Plänen von Christoph Dientzenhofer seine heutige, barocke Gestalt.
- Seit dem Jahr 2015 ist eine Befahrung der stillgelegten Steinkohlengrube Bohumir im Rahmen eines Bergbaumuseums möglich.
- Statue des hl. Johannes von Nepomuk an der Johannesquelle in Jívka
- Maixner-Linde in Jívka